# Тахићански језик
Тахићански језик (тах. Reo tahiti) је полинежански језик малајско-полинежанске породице, којим говори око 124.000 људи, Тахићана, од чега 117.000 становника у Француској Полинезији (попис из 1977) а остали у Новој Каледонији, Новом Зеланду, Вануатуу. Унутар овог броја говори га и неколико хиљада нетахићана.
Заједно са још шест других језика припада тахићанској подгрупи. Лексички гледано најсроднији му је раротоншком језику [rar]. Уз француски је један од два службена језика Француске Полинезије.